# Niels Stockfleth Darre

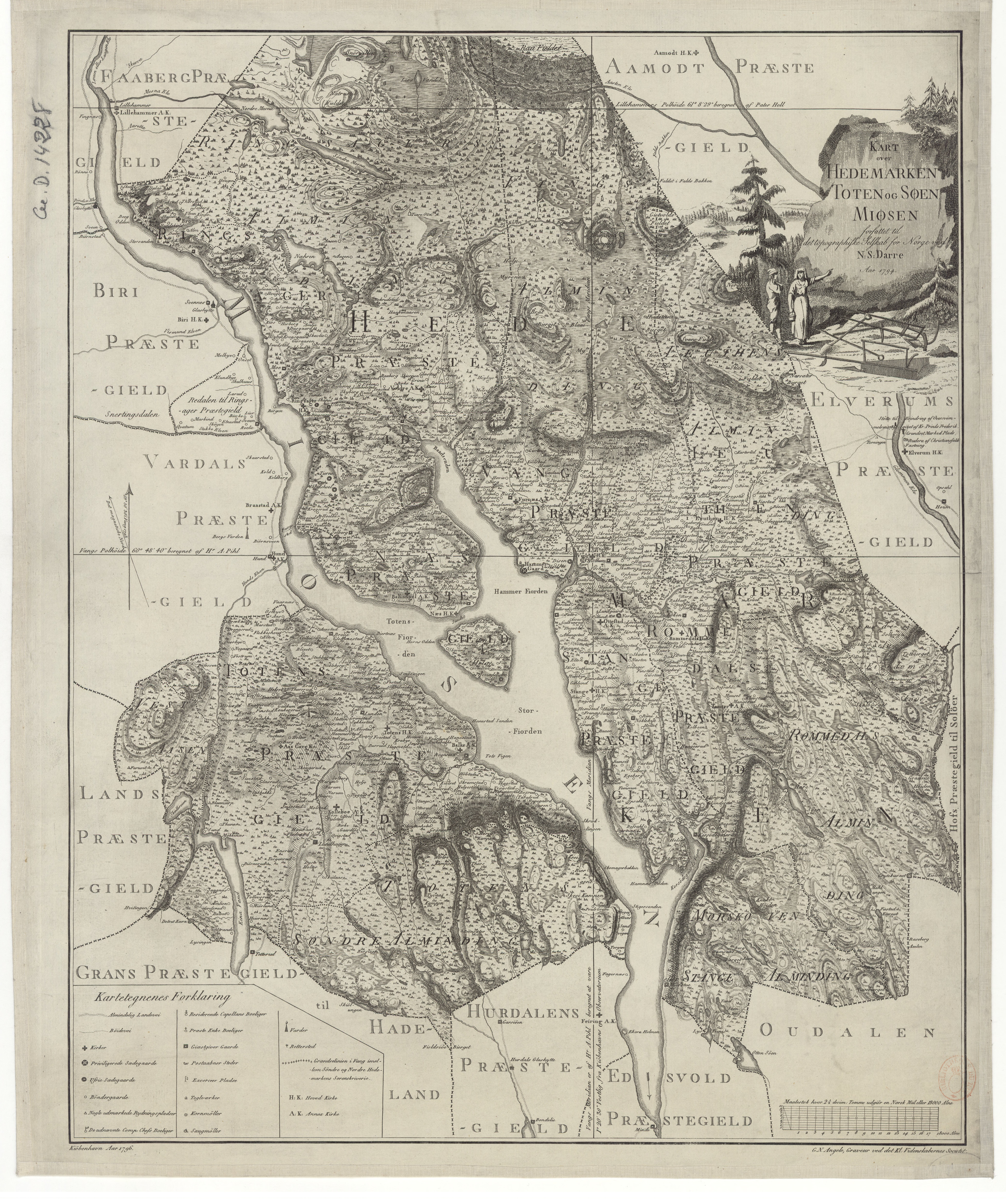
Karta över Hedmarken och Toten (1794), ritad av Niels Stockfleth Darre.

Niels Stockfleth Darre, född den 13 februari 1765 i Fåberg, död den 9 oktober 1809 i Kraby, Toten, var en norsk officer. Han tillhörde samma släkt som Hans Jørgen Darre.
Darre utmärkte sig på ett framstående sätt som deltagare i Norges geografiska uppmätning. Sedan han avancerat till ryttmästare, blev han adjutant hos prins Kristian August och utnämnd till överkvartermästare. Han kom i ett mycket intimt förhållande till prinsen, och när denne valdes till svensk kronprins, erbjöds Darre att följa honom till Sverige, men anbudet avslogs.